# آپارنا بالان
آپارنا بالان (زاده ۹ اوت ۱۹۸۶) یک بدمینتون باز هندی ساکن کوژیکود، کرالا می‌باشد. بالان جزوی از تیم ملی بود که مدال نقره بازی‌های همسود ۲۰۱۰ و همچنین مدال‌های طلا در بازی‌های آسیای جنوبی ۲۰۰۴، ۲۰۰۶و ۲۰۱۰ را به دست آورد. بالان ۶ سری قهرمان کشور در دونفره درهم و ۳ سری قهرمان کشور در دونفره زنان می‌باشد. او نماینده هند در بسیاری از مسابقه‌های بین‌المللی بدمینتون بود.

## حرفه
در سال ۲۰۰۶، بالان با همکاری وی. او در همان سال در بازی‌های آسیای جنوبی ۲۰۰۶ شرکت نمود و ۲ مدال نقره در مسابقه‌های دوبل بانوان و درهم به دست آورد. آپارنا در مسابقه‌های آسیای جنوبی ۲۰۱۰ طلای دونفره بانوان را با شروتی کورین و نقره دونفره درهم را با ساناو توماس کسب کرد.